# Cantó de Metz-Ville-2
El cantó de Metz-Ville-2 és una antiga divisió administrativa del departament del Mosel·la, situat al districte de Metz-Ville. Compta la part est de la vila de Metz. Va desaparèixer el 2015.
| Data d'elecció                           | Identitat         | Partit         | Qualitat |
| ---------------------------------------- | ----------------- | -------------- | -------- |
| 1945-1967                                | M. de Maud'Huy    | Divers droite  |          |
| 1967-1973                                | M. Oehmke         | Divers droite  |          |
| 1973-1979                                | Jean Laurain      | PS             |          |
| 1979-2002                                | Denis Jacquat     | UDF            |          |
| 2002-2004                                | Philippe Grégoire | Sense etiqueta |          |
| 2004-2011                                | Christiane Pallez | PS             |          |
| 2011-2015                                | Denis Jacquat     | UMP            |          |
| les dades anteriors no són pas conegudes |                   |                |          |
|                                          |                   |                |          |